# Jean de Moulins
Pour les articles homonymes, voir Moulins.
Jean de Moulins ( ?? - 23 février 1353) est un religieux dominicain français  qui fut nommé, en 1344 Inquisitore del regno di Francia et qui servit  entre 1345 et 1349, comme Magister Sacri Palatii près de la curie romaine à Avignon.

## Biographie
Il fut élu maître de l'ordre des Prêcheurs en 1349, et, un an plus tard, nommé cardinal-prêtre avec le titre de S. Sabina, par le pape Clément VI au cours du  consistoire du 17 décembre 1350 et il se démit de l'ordre ensuite.